# Вис (город, Германия)
Вис (нем. Wies) — община в Германии, в земле Баден-Вюртемберг.
Подчиняется административному округу Фрайбург. Входит в состав района Лёррах. Население составляет 658 человек (на 31 декабря 2006 года). Занимает площадь 21,80 км².